# Hévíz
Hévíz es una ciudad ubicada en el condado de Zala, Hungría.

## Superficie
Posee una superficie de 8,30 kilómetros cuadrados.

## Demografía
Hasta 2021 la población era de 4448 habitantes, con una densidad de población de 535,9 habitantes por kilómetro cuadrado. En 2011 el 81,0% de la población estaba conformada por húngaros y la religión predominante era el catolicismo.